# خشخاش مشرقي
الخشخاش المشرقي هو نوع نباتي ينتمي إلى جنس الخشخاش في الفصيلة الخشخاشية.

## الموئل والانتشار
موطن هذا النوع في شمال شرق تركيا وشمال إيران ومنطقة القوقاز (جورجيا وأرمينيا). يزرع أيضًا على نطاق واسع في روسيا.

## الوصف النباتي
النبات معمر أزهاره حمراء. تم استنباط أصناف تزرع للزينة.